# Riegelwuchs

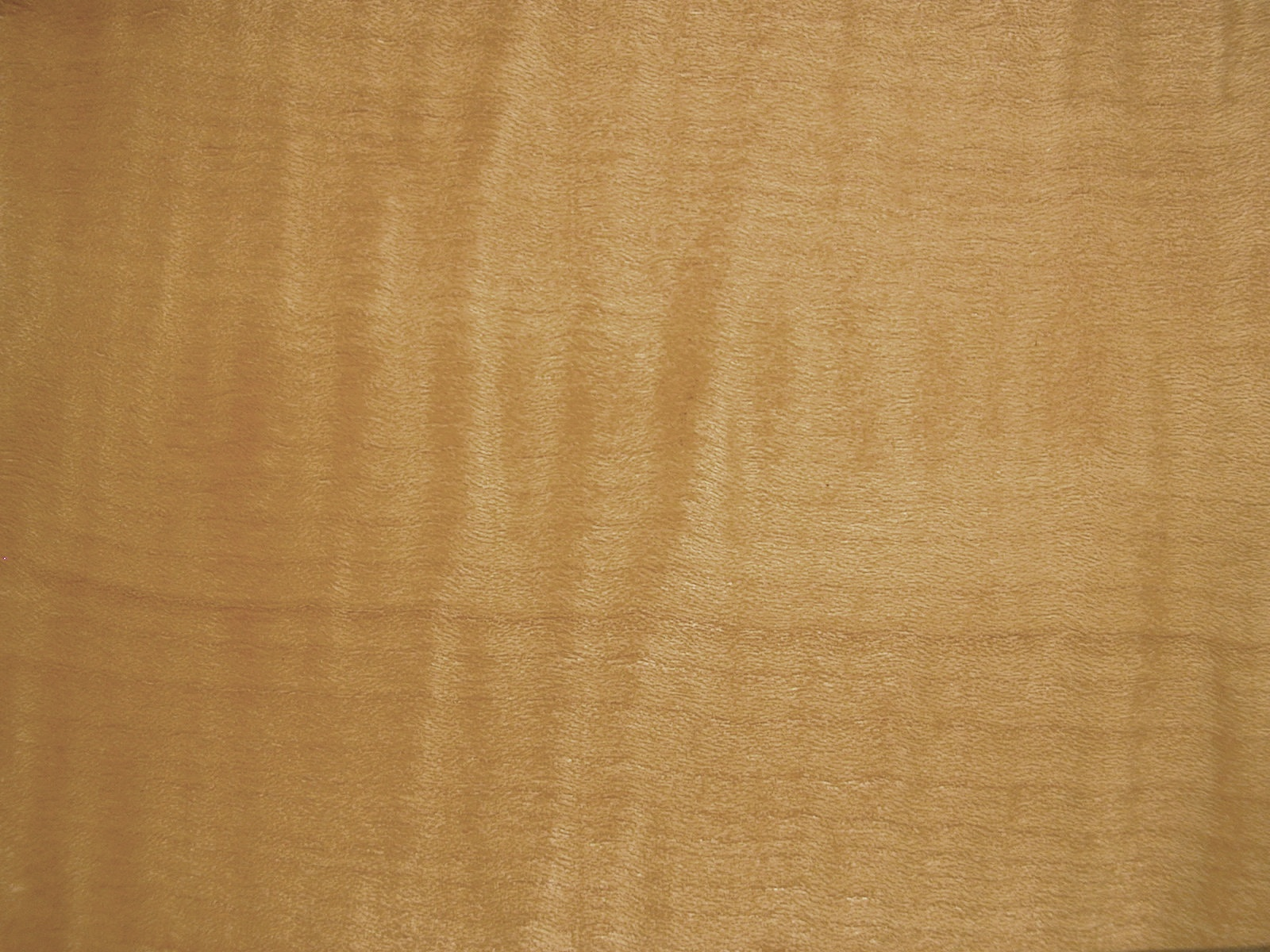
Riegelahornfurnier

Riegelwuchs ist eine Wuchsanomalie im Holz bestimmter Baumarten.
Das Phänomen kommt vor allem bei Ahornholz vor, aber auch bei anderen Laubhölzern wie Nussbaum, Esche, Eiche und Arten der Mehlbeere. In längsgeschnittenem Holz ist dabei ein streifenförmiges Quermuster zu erkennen, welches von einem wellenförmigen Faserverlauf des Holzes hervorgerufen wird. Die Ursache dafür ist noch nicht geklärt. Es gibt Anhaltspunkte auf eine gewisse rezessive Vererbbarkeit der Eigenschaft. Der Baumstandort und übrige Umwelteinflüsse könnten als Faktoren dabei mitwirken.
Riegelwuchs kommt selten vor. Beim Ahorn sind etwa drei Prozent der Bäume davon betroffen. In Frankreich wurde ein Anteil zwischen zwei und fünf Prozent gefunden. Am lebenden Baum ist eine Riegelung nicht zu erkennen. Hinweise darauf können unter Umständen durch Ausstanzen eines Stückchens Rinde gewonnen werden, um das darunter liegende Holz zu betrachten. Auch beim gefällten Stamm kann es zu Schwierigkeiten bei der Erkennung kommen, da oft nicht der ganze Stamm betroffen ist, sondern nur Teile davon.

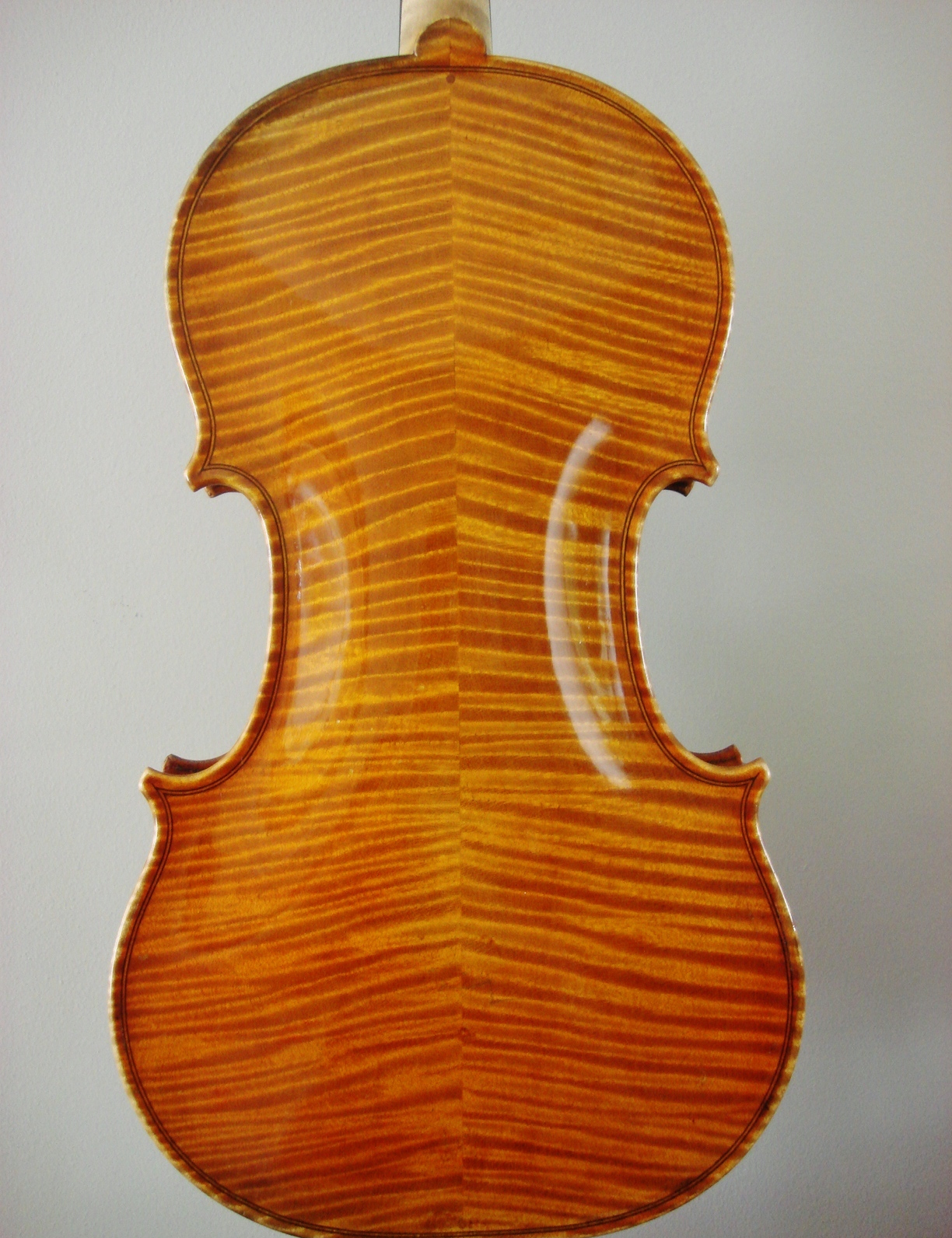
Geigenboden

Aufgrund der Seltenheit und der guten Verwertbarkeit solchen Holzes ist es wesentlich teurer als Holz ohne diese Erscheinung. Einige der teuersten im deutschen Sprachraum verkauften Bäume sind Riegelahorne. Der Rekordträger pro Festmeter ist nicht gesichert, liegt aber bei mindestens 13.700 Euro pro Festmeter (ohne Rinde). Aufregung erregte 2012 ein französischer Baumstamm, der aufgrund seiner Größe von etwa 4,5 m³ einen besonders hohen Gesamtpreis von 61.537 Euro erzielte und damit Anlass zu Spekulationen über den „womöglich teuersten Baum Europas“ lieferte. Er wurde von einem deutschen Unternehmen gekauft, das daraus 5.510 m² Furnier herstellte und dieses für schätzungsweise etwa 250.000 Euro an einen Katari weiterverkaufte, der damit die Kuppel einer Moschee auskleiden wollte.
Neben Furnieren werden auch hochwertige Möbel und Musikinstrumente aus geriegeltem Ahornholz hergestellt. Als Klangholz ist es im Instrumentenbau gut geeignet und wird seit Jahrhunderten dafür verwendet.